# NHL 14
NHL 14 — відеогра, спортивний симулятор хокею із шайбою. Розробка — 
EA Canada, видавець — EA Sports. Гра стала двадцять третьою в серії NHL. Офіційний реліз відбувся 10 вересня 2013 року в Північній Америці, через три дні розпочато продажі в Європі, Австралії та Новій Зеландії.
Як і у випадку з NHL 13 перед офіційним виданням відбулося відкрите голосування, на якому кожен міг обрати гравця, який би став обличчям гри, і був зображений на обкладинці. Голосування стартувало 22 квітня 2013 року. Віддати свій голос можна було за одного із 60 гравців (по двоє з кожної команди). За результатами голосування, яке закінчилося 2 червня 2013 року, було вирішено розмістити на обкладинці зображення триразового володаря Кубка Стенлі в складі Нью-Джерсі Девілз, дворазового олімпійського чемпіона в складі збірної Канади Мартіна Бродо.

## Особливості
NHL® CollisionPhysics — технологія, заснована на тих же принципах, що і вже відома PlayerImpactEngine від EA SPORTS FIFA, вона дозволяє виконувати кидки з підвищеною реалістичністю поведінки шайби.
EnforcerEngine — модель хокейних бійок у перспективі від третьої особи, запозичена з серії FightNight. Вперше в історії EA SPORTS NHL враховується різниця в зрості і силі хокеїстів, застосовується нова механіка силових прийомів, а також використовується цілий ряд інших функцій, що підвищують реалізм і напруженість льодових баталій.
TruePerformanceSkating — подальший розвиток технології, яка створює реалістичну фізичну модель ковзання.
One-Touch Dekes — нова система виконання складних комбінацій за допомогою лівого 
джойстика та однієї кнопки.
Live the Life — у новому варіанті режима кар'єри Be a Pro Career надається можливість повністю увійти в роль спортсмена НХЛ. Усі дії на майданчику та за її межами — від спілкування з колегами по команді до інтерв'ю з пресою — впливають на спортивну кар'єру. 
Від вибору гравця залежать не тільки відносини з уболівальниками, командою та керівництвом, але і майстерність обраного хокеїста.
EA SPORTS NHL Online Seasons — система переходу між дивізіонами, доступна в режимах 
HockeyUltimateTeam і EA SPORTS HockeyLeague. Здобуваючи перемоги, гравець може перейти в наступний дивізіон до сильніших суперників, а після серії поразок команду гравця може бути понижено класом. Успіхи команд відслідковуються протягом декількох сезонів.
NHL® 94 Anniversary Mode — режим, який стилізує гру під NHL 94 (першу гру в 
серії, яка вийшла рівно двадцять років тому).

## Ліги та команди
У грі представлені всі найсильніші клубні ліги світу, а також національні команди:
- НХЛ
- АХЛ
- КХЛ
- Елітсерія
- Чеська екстраліга
- СМ-ліга
- Німецька хокейна ліга
- Національна ліга А

## Саундтрек
| Виконавець                  | Пісня                  |
| --------------------------- | ---------------------- |
| Airbourne                   | "Live It Up"           |
| Biffy Clyro                 | "Modern Magic Formula" |
| Black Rebel Motorcycle Club | "Let the Day Begin"    |
| Black Veil Brides           | "In the End"           |
| Buckcherry                  | "Gluttony"             |
| Bullet For My Valentine     | "Riot"                 |
| Dropkick Murphys            | "The Boys are Back"    |
| Hanni El Khatib             | "Family"               |
| Heaven's Basement           | "Fire, Fire"           |
| New Politics                | "Harlem"               |
| Rise Against                | "Lanterns"             |
| Soundgarden                 | "Been Away Too Long"   |
| Wolfmother                  | "Joker & the Thief"    |